# 九島辰也
九島 辰也（くしま たつや、1964年-）は、日本の自動車評論家であり、元雑誌編集者。

## 経歴

### 編集者
東京都目黒区自由が丘出身。広告代理店の電通サドラー・アンド・ヘネシーに勤務の後、自動車雑誌「カー・イー・エックス」（世界文化社）副編集長、同「アメリカンSUV」（エイ出版社）編集長などを経て、フリーランスとなる。
その後、副編集長として男性雑誌「レオン」（主婦と生活社）の編集に従事。

### 現在
現在は、自動車評論家として、主に自動車関連の雑誌やウェブサイトに寄稿するなどしている。日本自動車ジャーナリスト協会会員。日本カーオブザイヤー（2008-2024年現在）選考委員。

## 九島事務所
会社概要
- 設立: 2006年4月25日
- 所在地: 東京都目黒区八雲 2-25-6
- 事業内容:　自動車関連のマーケティング、編集、広告代理業等
- 主な従業員：　教重誠一（自動車評論家）